# Nové Sedlo
Nové Sedlo – miasto w Czechach, w kraju karlowarskim. Według danych z 31 grudnia 2007 powierzchnia miasta wynosiła 1698 ha, a liczba jego mieszkańców 2704 osób.

## Demografia
| Rok             | 1970  | 1980  | 1991  | 2001  | 2003  |
| --------------- | ----- | ----- | ----- | ----- | ----- |
| Liczba ludności | 3 021 | 2 834 | 2 508 | 2 639 | 2 669 |

Źródło: Czeski Urząd Statystyczny